# Escut de Sant Pere de Riudebitlles
L'escut oficial de Sant Pere de Riudebitlles té el següent blasonament:
Escut caironat: d'atzur, 2 claus passades en sautor amb les dents a dalt i mirant cap enfora, la d'or en banda per damunt de la d'argent en barra, acompanyades al cap d'una branca de créixens d'or en pal. Per timbre una corona mural de vila.

## Història
Fou aprovat el 13 de novembre de 1995 i publicat al DOGC el 29 de novembre del mateix any amb el número 2134.
Les claus són el símbol de sant Pere, patró de la vila. La branca de créixens és un senyal parlant, referent a l'etimologia del nom Riudebitlles: la població és situada vora el riu de Bitlles, el nom del qual procedeix de birlas (derivat de berulas), que és com s'anomenaven en llatí els créixens, o Nasturtium officinale.